# Riama
Genre
Riama est un genre de sauriens de la famille des Gymnophthalmidae.

## Répartition
Les 30 espèces de ce genre se rencontrent dans le Nord de l'Amérique du Sud et à Trinité-et-Tobago.

## Description
Ce sont des sauriens diurnes et ovipares. Ils sont assez petits avec des pattes petites voire atrophiées.

## Liste des espèces
Selon The Reptile Database (13 mai 2016) :
- Riama achlyens (Uzzell, 1958)
- Riama afrania Arredondo & Sánchez-Pacheco, 2010
- Riama anatoloros (Kizirian, 1996)
- Riama aurea Sánchez-Pareco, Aguirre-Penafiel & Torres-Carvajal, 2012
- Riama balneator (Kizirian, 1996)
- Riama cashcaensis (Kizirian & Coloma, 1991)
- Riama colomaromani (Kizirian, 1996)
- Riama columbiana (Andersson, 1914)
- Riama crypta Sánchez-Pacheco, Kizirian & Sales Nunes, 2011
- Riama hyposticta (Boulenger, 1902)
- Riama inanis (Doan & Schargel, 2003)
- Riama kiziriani Sánchez-Pareco, Aguirre-Penafiel & Torres-Carvajal, 2012
- Riama labionis (Kizirian, 1996)
- Riama laevis (Boulenger, 1908)
- Riama luctuosa (Peters, 1863)
- Riama meleagris (Boulenger, 1885)
- Riama oculata (O'Shaughnessy, 1879)
- Riama orcesi (Kizirian, 1995)
- Riama petrorum (Kizirian, 1996)
- Riama raneyi (Kizirian, 1996)
- Riama rhodogaster Rivas, Schargel & Meik, 2005
- Riama shrevei (Parker, 1935)
- Riama simotera (O’Shaughnessy, 1879)
- Riama stellae Sánchez-Pacheco, 2010
- Riama stigmatoral (Kizirian, 1996)
- Riama striata (Peters, 1863)
- Riama unicolor Gray, 1858
- Riama vespertina (Kizirian, 1996)
- Riama vieta (Kizirian, 1996)
- Riama yumborum Aguirre-Penafiel & Torres-Carvajal, Sales Nunes, Peck & Maddock, 2014

## Publication originale
- Gray, 1858 : Description of Riama, a new genus of lizards, forming a distinct family. Proceedings of the Zoological Society of London, vol. 1858, p. 444–446 (texte intégral).